# Nursery Song
『Nursery Song』（ナーサリーソング）は、2002年5月24日にCronusより発売されたアダルトゲームである。後には、2006年6月30日に発売された『Sweet Pleasure NS』（スィートプレジャーNS）に同梱された。

## 概要
移動場所選択式の恋愛シミュレーション。移動場所は1日午前午後それぞれ3回ずつ選択でき、時々現れる選択肢を選ぶことでヒロインの好感度に影響する。基本的にヒロインのいる場所を選択することになるが、作品の特徴「イマジネーションシステム」により、ヒロインのいない場所で主人公の妄想による様々なシチュエーションでのHシーンが発生する。なお、ストーリーでは1ヶ月の期間となっているが、選択の期間は2週間程度となっている。
時系列上は『Angel's Lesson』の後の物語となっており、そのヒロインも一部、本作品のヒロインとして再登場する。

## ストーリー
若い研修医である主人公は、勤務先の病院の院長である夏夫から、療養と経験を積むために他の病院で1ヶ月間働くこととなった。そこは主人公が幼少の頃入院していた病院であるが、彼がそこを希望していたのは、幼い頃に世話になった千春という名の看護婦との約束を果たすためであった。
歳月を経たために千春の姿は既になかったが、主人公は様々な悩みを抱えるヒロインたちとの出会いや様々な経験の中で、「愛する人を癒し自分を癒してくれる場所」を知る。

## スタッフ
- シナリオ - 富樫つか沙
- 原画 - 葵羽鳥
- 音楽 - 如月まさと、八霧翔